# Catena delle Aiguilles Rouges
La Catena delle Aiguilles Rouges sono un sottosezione delle Prealpi di Savoia in Francia.
Si trovano di fronte al massiccio del Monte Bianco e separate dalla valle dell'Arve.
La qualifica rouge (dal francese rosso) deriva dal granito di cui sono costituite e che al mattino si tinge di rosso.
La montagna più alta del massiccio è l'Aiguille du Belvédère che raggiunge l'altezza di 2.965 m.
Nel 1974 è stata creata la Réserve naturelle des Aiguilles Rouges, riserva che interessa tutta la catena delle Aiguilles Rouges.

## Delimitazioni
Confina:
- a nord e ad ovest con le Prealpi del Giffre (nella stessa sezione alpina) e separate dal Colle de Bérard;
- a sud e ad est con le Alpi del Monte Bianco (nelle Alpi Graie) e separata dal fiume Arve e dal Colle des Montets.

## Suddivisione
La classificazione SOIUSA della Catena delle Aiguilles Rouges è la seguente:
- Grande parte = Alpi Occidentali
- Grande settore = Alpi Nord-occidentali
- Sezione = Prealpi di Savoia
- Sottosezione = Catena delle Aiguilles Rouges
- Codice = I/B-8.I

Secondo le definizioni della SOIUSA la catena si divide in un unico supergruppo alpino e due gruppi.:
- Massiccio delle Aiguilles Rouges (A)
  - Gruppo delle Aiguilles Rouges (A.1)
  - Gruppo del Brévent (A.2)

## Vette

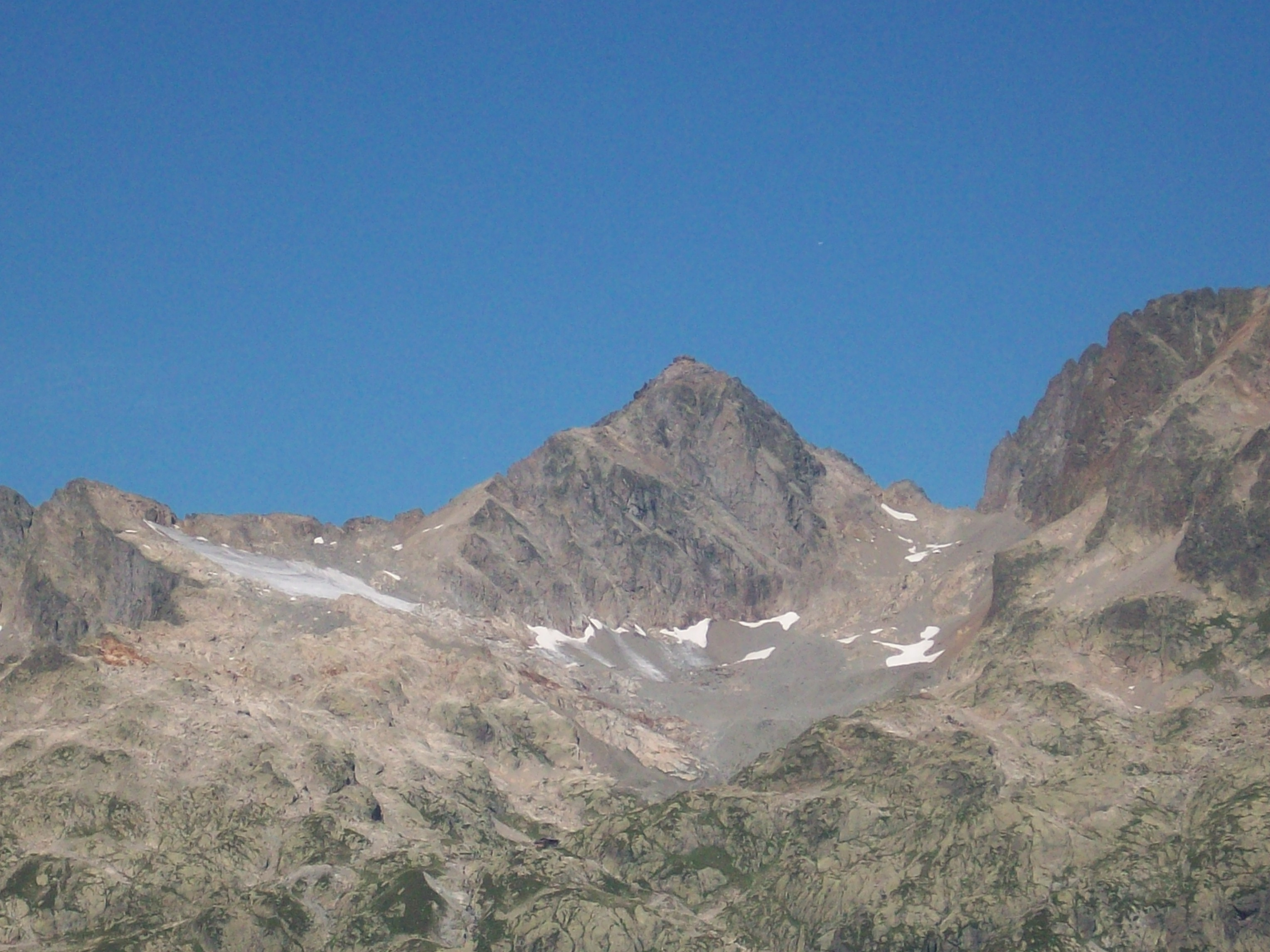
L'Aiguille du Belvédère

Le montagne principali del gruppo sono:
- Aiguille du Belvédère - 2.965 m
- Aiguille de la Floria - 2.888 m
- la Glière - 2.836 m,
- Aiguille Pourrie - 2.562 m
- Le Brévent - 2.525 m
- Aiguillette des Houches - 2.312 m.

## Rifugi
Per facilitare l'escursionismo e la salita alle vette il gruppo montuoso è dotato di alcuni rifugi:
- Refuge Alfred Wills - 1.810 m